# Джей Астон
Джей Гільда Астон (англ. Jay Hilda Aston; 4 травня 1961, Перлі, Суррей) — англійська співачка та авторка пісень. Учасниця британського поп-гурту Bucks Fizz з 1981 по 1985 рік, наймолодша учасниця оригінального складу гурту (їй було 19, коли вони виграли Євробачення 1981 року). Під час членства у гурті було 12 з 13 пісень Великої Британії, які потрапили до 40 найкращих британських хітів, у тому числі три хіти номер один. З 2009 року вона виступала разом із іншими учасниками Bucks Fizz Шеріл Бейкер та Майком Ноланом. Раніше гурт виступав під назвою Original Bucks Fizz, але тепер відомий як Fizz.

## Життя та кар'єра

### Ранні роки
Джей Астон народилася в Перлі, графство Суррей, і походила з театральної родини. Її батько був коміком, а мати танцюристкою. Вони також виступали як акробати. Її брат Ленс виступав на Євробаченні 1980 року з гуртом Prima Donna. Астон навчалася на танцюристку, співачку та акторку в школі мови та драми Italia Conti і багато разів виступала на сцені в підлітковому віці, в основному як танцюристка. 
У 1978 році вона була названа «Міс Перлі» і брала участь у наступному конкурсі «Міс Англія», на який не потрапила. На телевізійному конкурсі «Міс Англія 1978» виступала група Co-Co, яка була обрана для представлення Великої Британії на конкурсі «Євробачення 1978» і з Шеріл Бейкер у складі.

### Bucks Fizz
Джей Астон разом з Бейкером була однією із чотирьох учасників Bucks Fizz, для участі на пісенному конкурсі Євробачення 1981 році. Вони перемогли з піснею «Making Your Mind Up»; яка зайняла перше місце в багатьох країнах, включаючи Велику Британію. Далі гурт став одним з найбільш продаваних гуртів 1980-х, записавши багато хітів та альбомів протягом наступних кількох років, включаючи: «The Land of Make Believe» і «My Camera Never Lies». Джей Астон розробила багато сценічних костюмів гурту. У 1983 році вона виконала головний вокал у пісні «When We Were Young», яка стала одним з найбільших хітів гурту. Астон стала відомою своєю любов'ю до фізичних вправ і на початку 1984 року випустила альбом для підтримки форми «Shape Up and Dance». 
На Джей Астон вчинили напад під час пробіжки, але вона відбила нападника і оговталась після інциденту. У грудні 1984 року під час гастролей Bucks Fizz потрапили в аварію, в якій Нолан отримав серйозну травму. До цього часу напруженість всередині гурту сильно зросла і Астон прагнула піти, але все ще мала підписаний контракт. Однак наступного року вона покинула гурт через важкі обставини. 
Вона стала темою багатьох газетних заголовків після її раптового виходу, де з'ясувалося, що у неї був роман з продюсером гурту Енді Гіллом. Компанія гурту подала на Астон до суду за умовами її контракту, але пізніше погодилася звільнити її. Однак їй було накладено заборону починати сольну кар’єру впродовж двох років, через що вона продала свій будинок у Кенсінгтоні. Крім того, усі вісім справ були вирішені у позасудовому порядку після розслідування справи генпрокурором.

### Після Bucks Fizz
Джей Астон на початку 1990-х жила в невеликому містечку в Кройдоні. Її брат одружився з зіркою сестри Шекспіра Марселл Детройт, яка заохочувала її записувати нові пісні. У 1993 році Астон випустила "Naked Phoenix" і записала альбом пісень. Цього ж року вона внесла пісню до суперечливого фільму Майкла Віннера «Брудні вихідні», хоча сама з огидою пішла з прем’єри фільму. До 1995 року вона жила з батьками, але все ще писала та записувала музику. Приблизно в цей час вона познайомилася і почала зустрічатися з гітаристом Дейвом Колкухоном, з яким одружилая в 1999 році. У другій половині 1990-х і на початку 2000-х Астон гастролювала зі своїм гуртом, виконуючи рок- та поп-треки, багато з яких написала сама. У 2002 році вона була залучена до кавер-гурту «Monster Boogie», а також з'явилася в епізоді «Never Mind the Buzzcocks» як одна з таємничих гостей у раунді ідентичності. Наступного року вона випустила альбом «Alive and Well», який містить 13 треків, які вона написала разом з чоловіком. Роки слави Bucks Fizz, в основному зосереджені на Астон, були зображені в 2005 році в шоу «Night of a Thousand Jay Astons» на Edinburgh Festival Fringe після дебюту в Лондоні в 2005 році. Джей Астон зіграли одна жінка і троє чоловіків. Її життя було розказане через обурливу пародію, і в огляді було описане як «надто веселе». Шоу також було поставлено на інших майданчиках, включаючи Comedy Theatre в Дубліні в травні 2006 року і Soho Theatre в Лондоні влітку 2007 року. Ще один сольний альбом, бокс-сет із трьох дисків Lamb or Lizard, був випущений у липні 2006 року на її вебсайті, на якому були записані записи «до» та «після» її роботи з Bucks Fizz. 
У 2001 році Астон заснувала школу сценічного мистецтва «The Jay Aston Theatre Arts School», в якій навчали дітей віком від 2 до 17 років. Школа працює і сьогодні.
У березні 2007 року Астон з'явилася у відео Comic Relief "I'm Gonna Be (500 Miles)", комічній кавер-версії пісні «Proclaimers», танцюючи з іншими трьома оригінальними учасниками Bucks Fizz, а також Шеллі Престон, яка замінила Астон в гурті 1985 року. Це був перший раз, коли Астон зустрілася з гуртом із 1985 року. Вона сказала, що стосунки між ними покращилися, але не настільки, щоб знову працювати разом як гурт: «Я в хороших стосунках з усіма ними окремо».
Новий компакт-диск Bucks Fizz з бонусним DVD, The Very Best of Bucks Fizz, був випущений у травні 2007 року. Джей Астон з'явилася одна на Національну лотерею для просування альбому. У серпні 2008 року вона знову приєдналася до учасників Bucks Fizz  разом з Майком Ноланом, Шеріл Бейкер і Шеллі Престон, коли вона з'явилася в телевізійному шоу, присвяченому святкуванню виступів 1980-х з епізодом, присвяченим возз'єднанню Bucks Fizz. Цю програму показували в прямому ефірі у березні 2009 року.
У травні 2013 року співачка з'явилася у другій серії британського шоу співочих талантів «The Voice», заспівавши композицію Muse's "Time is Running Out", але не була обрана жодним із суддів. Крім своїх обов'язків у Fizz, Астон також кілька разів з'являлася в пантомімі. У 2019 році вона з'явилася як «Зла мачуха» в Білосніжці в Queens Theatre Barnstaple.

### The Fizz
У 2004 році учасники Bucks Fizz Шеріл Бейкер, Майк Нолан і Шеллі Престон знову об’єдналися, щоб сформувати Original Bucks Fizz і виступити на концертах по всій Великій Британії. У квітні 2009 року Шеллі Престон оголосила, що покидає гурт, і Джей Астон погодилася приєднатися – вперше з 1985 року вона була частиною Bucks Fizz. З того часу, вони багато гастролювали Великою Британією і випустили три альбоми, один з них, The F-Z of Pop, увійшов до 30 найкращих хітів у британських чартах. Зараз вони виступають під назвою «Fizz».

### Акторська діяльність
До Bucks Fizz Астон хотіла стати акторкою, але її кар'єра в цій сфері охоплювала лише незначні ролі у фільмах «Народжений маєток» та «Громадянин Сміт». У 2008 році вона отримала роль Клаудії Брайт у фільмі «Останні дні Едгара Гардінга», який був знятий у серпні 2008 року та показаний у 2010 році. 

## Особисте життя
Джей Астон одружилася з гітаристом Дейвом Колкуханом у серпні 1999 року в Гринвічі, Лондон. У них є дочка Джозі Олександра (2003 р.н., Бромлі, Великий Лондон). У 2011 році вони жили в Тетсфілді, графство Суррей. 
Мати Джей, Гільда, померла в 2007 році, а її батько Тед помер у 2009 році. 
Вона продовжує викладати танці та виступи у своїй школі у Кенті. У червні 2018 року в неї діагностували рак ротової порожнини. Відтоді вона перенесла операцію, і кажуть, що прогноз "позитивний". У січні 2021 року Астон оголосила, що їй діагностовано Covid-19, але вона одужала.

## Політика
27 серпня 2019 року Партія Brexit оголосила, що Джей Астон балотуватиметься в лондонському виборчому окрузі Кенсінгтона. Вона посіла п'яте місце, отримавши 384 голоси (0,9%)

## Дискографія
Дивіться також: Bucks Fizz discography

#### Сольні альбоми
- 1984: Формуйся і танцюй
- 1993: Ягня або ящірка
- 2003: Живий і здоровий
- 2006: Ягня або ящірка (ретроспектива на 3 компакт-дисках)
- 2016: I-Spy